# Баффин, Уильям
Уи́льям Ба́ффин (англ. William Baffin; 1584 — 23 января 1622) — английский мореплаватель, обнаруживший в 1616 году море, носящее его имя, и остров Баффинова Земля.

## Биография
О его молодости ничего не известно, кроме того, что он, вероятно, рождён был около 1584 года в Лондоне и, возможно, имел валлийские или ирландские корни. Впервые он упоминается в 1612 году в связи с экспедицией по поиску Северо-Западного пути в Индию, в качестве первого помощника капитана Джеймса Холла. Капитан был убит в бою с эскимосами на западном берегу Гренландии. Следующие два года Баффин занимался китобойным промыслом.
В 1615 году ему поручена повторная экспедиция по поиску Северо-Западного пути в Индию. На корабле «Дискавери» под командованием капитана Роберта Байлота Баффин исследовал Гудзонов пролив, который отделяет Канаду от острова Баффина (теперь часть северо-западных территорий Канады). После экспедиции 1615 года, когда он побывал в Гудзоновом заливе, он уверился, что Северо-западный проход может пролегать только через пролив Дейвиса между названной по имени мореплавателя Баффиновой Землей и Гренландией.
В 1616 году он возвратился туда как штурман «Дискавери» и исследовал залив приблизительно на 300 миль (483 километра) дальше, чем в 1587 году английский навигатор Джон Дейвис. В честь спонсоров своей экспедиции он назвал именами Ланкастера, Смита и Джонса проливы, исходящие от начала залива. Во время своей пятой экспедиции (1616) и вследствие благоприятного состояния льдов Баффину удалось проникнуть в названный его именем залив вплоть до пролива Смита.
До середины XIX века ни одно судно в этой части Атлантики не заходило так далеко на север, не считая норманнов. Вторично после них моряки «Дискавери» открыли западное побережье Гренландии между 72 и 76° северной широты, залив Мелвилл, северо-западный выступ Гренландии между 76 и 78° северной широты (теперь полуостров Хейс) и южный вход в пролив Смит, отделяющий с северо-запада этот полуостров от Земли Элсмира (название дано позднее). В узком месте пролива лед в начале июля не позволял пройти кораблю, и Байлот повернул на юг. У о. Элсмир они обнаружили залив Смит, а южнее, за выступом (у 76° северной широты), забитый льдом вход в пролив Джонс (между островами Элсмир и Девон). Ещё южнее (у 74° 30" северной широты) открылся очень широкий, но опять-таки забитый льдом вход в пролив Ланкастер (между островами Девон и Байлот). Байлот продолжал путь теперь уже на юго-восток и шёл так до полярного круга около 1000 километров вдоль берегов Баффиновой Земли, на которую ни сам Баффин, ни Байлот ни разу не высаживались, т. к. судно шло на некотором расстоянии от берега, огражденного широкой полосой неподвижного льда. Многие моряки заболели цингой, и Байлот у полярного круга повернул на юго-восток, а 30 августа привел судно в Англию.
Тем не менее, надежды на открытие Северо-Западного пути в Индию не оправдались. Баффин точно закартографировал все открытые им берега, но в Англии открытия экспедиции сочли «фантастикой» и позже сняли с карт. Такая несправедливость продолжалась до 1818 года, когда Джон Росс вновь открыл Баффинов залив. Точность астрономических наблюдений Баффина в этом путешествии была подтверждена сэром Вильямом Парри в 1821 году.
Позже Баффин поступил на службу Британской Ост-Индской компании, и в 1617—1619 годах совершил экспедицию к Сурату в Индию. В англо-персидском нападении на Кешм 23 января 1622 года Баффин был убит.

## Наследие и память
Именем Уильяма Баффина названы Баффинова земля и море Баффина, открытые им. В честь Баффина назван также сорт роз, выведенный в Канаде.